# Abbaye de Biddlesden
L’abbaye de Biddlesden est une ancienne abbaye cistercienne située à proximité de Brackley, dans le district d'Aylesbury Vale (Buckinghamshire), en Angleterre. Comme la plupart des abbayes britanniques, elle a été fermée par Henry VIII durant la campagne de dissolution des monastères.

## Histoire

### Fondation
En 1147, les cisterciens de l'abbaye de Garendon sont invités par Ernald de Bosco (Arnold de Bois), sénéchal du comte de Leicester, à fonder une abbaye sur le territoire que venait de conquérir Robert II de Beaumont.

### Moyen Âge
L'abbaye de Biddlesden demeure toujours une petite fondation. Elle ne compte ainsi que onze moines en 1535.

### Dissolution du monastère
En septembre 1538, comme de nombreuses autres abbayes anglaises, à la suite de la rupture entre Henry VIII et l'Église catholique, l'abbaye de Biddlesden est fermée et détruite lors de la campagne de dissolution des monastères. Cette fermeture plus tardive que d'autres abbayes (la plupart d'entre elles sont fermées en 1536) est motivée justement par la petite taille de l'établissement. Elle fait en tout cas l'objet d'une charte royale qui vise neuf abbayes.
Sir Robert Peckham construit une maison à l'emplacement de l'abbaye, et commence la démolition de l'église. En 1731, cette maison est à son tour détruite par son nouveau propriétaire, Henry Sayer ; ce dernier se construit la résidence de Biddlesdon Park.